# 73453 Ninomanfredi
73453 Ninomanfredi è un asteroide della fascia principale. Scoperto nel 2002, presenta un'orbita caratterizzata da un semiasse maggiore pari a 2,775138 UA e da un'eccentricità di 0,037416, inclinata di 4,245543° rispetto all'eclittica. Ha un diametro di 5,423 km e un'albedo di 0,032.
Fa parte della famiglia di asteroidi Hoffmeister.
L'asteroide è dedicato all'attore italiano Nino Manfredi.